# Björn Andreasson
Björn Andreasson 1917-1993, var en svensk flygplans- och bilkonstruktör.
Andreasson började som ritare och assistent till Bo Lundberg vid projekteringen av FFVS J 22. Redan under andra världskriget anställdes han som konstruktör vid AB Flygindustri i Halmstad där han medverkade i konstruktionen av segelflygplanet Fi-1 och lastglidaren Fi-3. På fritiden konstruerade han en dubbeldäckare med motor som byggdes i ett prototypexemplaret BA-4.
När väl kriget var över flyttade han till Skandinavisk Aero Industri A/S i Danmark där han svarade för konstruktionerna KZ VII och KZ VIII. Även i Danmark konstruerade han flygplan på fritiden, nu ett monoplan med 65-hästars motor. Två exemplar av konstruktionen BA-6 tillverkades amatörbyggarna Hugo Ericson (SE-BXX)och E Jonsson (SE-BXY) 1954-1955. Ytterligare en BA-6 tillverkades 1993 och klassades som experimentflygplan. Flygplanet var något modifierad och kallades därför BA-6B.
1952 anställdes han först vid McDonnell men han flyttade senare under året till Convair i San Diego där han blev huvudansvarig för styrsystemen i ett flertal flygplanskonstruktioner. Historien upprepade sig, på fritiden konstruerade han BA-7 som kom att bli förebild för en serie mindre flygplan.
I slutet av 1950-talet kontaktade Malmö Flygindustri (Mfi) honom om serietillverkning av BA-7. Han packade ner sin prototyp i stora lådor och flyttade till Malmö. På Mfi förbättrade han konstruktionen och tillverkningen av MFI-9 inleddes. MFI-9 modifierades till MFI-9B och en version anpassades för amatörbygge MFI 9HB. I en ännu mer modifierad men utseendemässigt mycket lika version licensbyggdes typen i Tyskland som MBB BO 208C.
Flygplanet växte i storlek och tillverkades i varianterna MFI-15 Safari och MFI-17 Supporter. Med stöd av SAAB och Stil-Industrier i Vårgårda konstruerade han flygplanet BA-11 som premiärflög 1977. När SAAB köpte Mfi stannade han kvar som konstruktör med arbetsuppgiften att konstruera ett besprutningsflygplan Saab 111. Han lämnade Saab 1980 för en tjänst vid konstruktionsavdelningen vid Volvo. Konstruktion av bilar var ingen nyhet för honom. Under perioden vid Mfi konstruerade han Saab Sonett. Han var även delaktig vid konstruktionen av olika lastbilar vid Volvo i Göteborg. Han tilldelades Thulinmedaljen i guld 1987 och blev hedersmedlem i Svensk Flyghistorisk Förening 1991.

## Konstruktioner i urval
- Fi-1
- Fi-3
- BA-4
- BA-4B
- KZ VII
- KZ VIII
- BA-6
- BA-6B
- BA-7
- MFI-9
- MFI-13 som blev Saab Sonett
- MFI-15 Safari
- MFI-17 Supporter
- BA-11
- BA-12 Sländan
- Saab 111